# Metro w Dublinie
Metro w Dublinie – projektowany system transportu kolejowego w aglomeracji Dublina w Irlandii.
Projektowana sieć składa się z jednej linii o długości 19,4 kilometrów, która ma połączyć Swords na północnych przedmieściach z lotniskiem, Ballymun, Glasnevin, centrum i rejonem ulicy Charlemont. W sumie zaplanowano 16 stacji., który budowa ma rozpocząć się w 2025 r. i zakończyć na początku lat 30. XXI wieku. To pierwsza sieć metra w Irlandii.